# It Was Written
It Was Written (englisch für Es steht geschrieben) ist das zweite offizielle Musikalbum des aus Queensbridge stammenden Rappers Nas. Das Album wurde hauptsächlich von Samuel „Tone“ Barnes und Jean-Claude „Poke“ Olivier (Trackmasters) produziert; es sollte das genaue Gegenteil des Vorgängeralbums Illmatic werden. Von Raekwon inspiriert, änderte Nas sein Image zeitgleich vom „Jungen aus den Projects“ zum Mafioso und nennt sich von nun an Nas Escobar (nach dem Kolumbianischen Drogenhändler Pablo Escobar, der lange Zeit ein Drogenkartell anführte).
Im Song I Gave You Power wird zum von DJ Premier produzierten Beat mit Piano-Sample eine Geschichte aus der Perspektive einer Schusswaffe erzählt. Das Album beinhaltet außerdem Hits wie If I Ruled The World mit Lauryn Hill von den Fugees, Street Dreams und The Message. Für die Musikvideos der Singles stand ein großzügiges Budget zur Verfügung; sie wurden von Hype Williams gedreht. Auf It Was Written sind ebenfalls Gäste wie z. B. Mobb Deep vertreten, außerdem war es das Debüt der Hip-Hop-Gruppe The Firm mit den Mitgliedern Nas, AZ, Cormega und Foxy Brown.
Nach der Veröffentlichung kam It Was Written bei den Fans gut an und wurde bis dato Nas’ in kommerzieller Hinsicht erfolgreichstes Album. Weltweit wurden insgesamt über drei Millionen Exemplare verkauft, und es setzte sich in den amerikanischen Album-Charts vier Wochen lang auf Platz eins fest. Nas’ Popularität stieg immer mehr, und er wurde somit auch bei Mainstream-Musik-Hörern bekannt.
Der Rapper Lupe Fiasco aus Chicago erwähnte in einem Interview, dass It Was Written für ihn die größte Inspiration während seiner Jugend war.

## Titelliste
1. Album Intro (produziert von Nas & Trackmasters) – 2:24
2. The Message (produziert von Poke & Tone) – 3:54
3. Street Dreams (produziert von Poke & Tone) – 4:40
4. I Gave You Power (produziert von DJ Premier) – 3:52
5. Watch Dem Niggas (produziert von Poke & Tone) – 4:04
6. Take It In Blood (produziert von Live Squad, Lo Ground & Top General Sounds) – 4:48
7. Nas Is Coming (produziert von Dr. Dre) – 5:41
8. Affirmative Action (feat. AZ, Cormega und Foxy Brown) (produziert von Dave Atkinson) – 4:19
9. The Set Up (produziert von Havoc) – 4:01
10. Black Girl Lost (feat. Jo-Jo) (produziert von L.E.S., Poke & Tone) – 4:23
11. Suspect (produziert von L.E.S.) – 4:12
12. Shootouts (produziert von Poke & Tone) – 3:46
13. Live Nigga Rap (feat. Mobb Deep) (produziert von Havoc) – 3:45
14. If I Ruled The World (Imagine That) (feat. Lauryn Hill) (produziert von Poke & Tone, Rashad Smith) – 4:42
15. Silent Murder (produziert von Live Squad, Lo Ground & Top General Sounds) – 3:24

## Kommerzieller Erfolg

### Chartplatzierungen
It Was Written stieg 1996 auf Position 1 der US-amerikanischen Billboard 200-Charts ein. Das Album konnte sich vier Wochen auf Platz 1 halten. Auch die Singles If I ruled the world und Street Dreams konnten in den Vereinigten Staaten Chartpositionen belegen. If I ruled the world erreichte Platz 53 und Street Dreams Platz 22 der Billboard Hot 100-Charts.
In Deutschland stieg Nas Album in der 32. Kalenderwoche des Jahrs 1996 zunächst auf Platz 86 der Album-Charts ein. It Was Written stieg in den folgenden Wochen an und erreichte schließlich Position 16 der Charts. Insgesamt belegte der Tonträger 18 Wochen Platzierungen in der Liste der 100 meistverkauften Alben der Woche. Des Weiteren konnte auch die Single If I ruled the world Erfolge in Deutschland feiern. Das Lied erreichte in 20 Wochen Platzierungen in den deutschen Charts, wovon acht Positionen in den Top 10 zu finden sind. Die höchste Platzierung der Single war Platz 4.
| ChartsChartplatzierungen       | Höchstplatzierung | Wochen |
| ------------------------------ | ----------------- | ------ |
| Deutschland (GfK)              | 16 (18 Wo.)       | 18     |
| Österreich (Ö3)                | 38 (7 Wo.)        | 7      |
| Schweiz (IFPI)                 | 25 (19 Wo.)       | 19     |
| Vereinigte Staaten (Billboard) | 1 (34 Wo.)        | 34     |
| Vereinigtes Königreich (OCC)   | 38 (10 Wo.)       | 10     |

| ChartsJahrescharts (1996) | Platzierung |
| ------------------------- | ----------- |
| Deutschland (GfK)         | 76          |

### Auszeichnungen für Musikverkäufe
| Land/Region                  | Auszeichnungen für Musikverkäufe (Land/Region, Auszeichnung, Verkäufe) | Verkäufe  |
| ---------------------------- | ---------------------------------------------------------------------- | --------- |
| Dänemark (IFPI)              | Gold                                                                   | 10.000    |
| Frankreich (SNEP)            | Gold                                                                   | 100.000   |
| Kanada (MC)                  | Platin                                                                 | 100.000   |
| Vereinigte Staaten (RIAA)    | 3× Platin                                                              | 3.000.000 |
| Vereinigtes Königreich (BPI) | Gold                                                                   | 100.000   |
| Insgesamt                    | 3× Gold · 4× Platin ·                                                  | 3.310.000 |